# Филин, Сергей Владимирович
Сергей Владимирович Филин (род. 16 июня 1976, Омск) — российский хоккеист, защитник, тренер.

## Биография
Воспитанник омского «Авангарда», играл за команды «Авангард-2» (1993/94 — 1995/96), «Кристалл» Саратов (1996/97 — 1997/98), «Химик» Энгельс (1996/97), «УралАЗ» Миасс (1997/98), «Липецк» (1998/99 — 1999/2000), «Энергия» Кемерово (2000/01 — 2002/03), «Трактор» Челябинск (2003/04 — 2005/06, 2007/08), «Амур» Хабаровск (2006/07), «Лада» Тольятти (2007/08), «Газовик» Тюмень и «Южный Урал» Орск (2008/09), казахстанские «Сарыарка» Караганда (2009/10), «Иртыш» Павлодар и «Арлан» Кокшетау (2010—2011). Чемпион Казахстана 2009/10.
Начинал тренировать в «Арлане». Тренер в команде МХЛ «Кристалл» Бердск (2013). Главный тренер команды МХЛ-Б «Молния» Рязань (15 ноября 2013 — 23 октября 2014). С 2023 года — тренер юношеских команд «Спартака» Санкт-Петербург.